# 금천구 (선거구)
서울 금천구는 대한민국의 국회의원 선거구이다. 서울특별시 금천구 일대를 관할한다. 현 지역구 국회의원은 더불어민주당의 최기상이다.

## 역사
1995년 3월 1일, 구로구의 독산동과 시흥동, 가리봉3동이 금천구로 분리되었다. 이로 인해 1996년 대한민국 제15대 국회의원 선거를 앞두고 기존의 구로구 을 선거구 전체 (독산동, 시흥동)와 구로구 병 일부 (독산동)를 분리하여 금천구 지역구가 신설되었다.

## 관할 구역
| 대수      | 관할 구역   |
| --------- | ----------- |
| 15대~현재 | 금천구 일원 |

## 역대 국회의원
| 선거   | 정당 | 정당         | 의원   |
| ------ | ---- | ------------ | ------ |
| 1996년 |      | 신한국당     | 이우재 |
| 2000년 |      | 새천년민주당 | 장성민 |
| 2002년 |      | 한나라당     | 이우재 |
| 2004년 |      | 열린우리당   | 이목희 |
| 2008년 |      | 한나라당     | 안형환 |
| 2012년 |      | 민주통합당   | 이목희 |
| 2016년 |      | 더불어민주당 | 이훈   |
| 2020년 |      | 더불어민주당 | 최기상 |
| 2024년 |      | 더불어민주당 | 최기상 |

## 역대 선거 결과

### 대한민국 제15대 국회의원 선거
|  | 37.31% |

|  | 36.73% |

|  | 14.17% |

|  | 11.78% |

### 대한민국 제16대 국회의원 선거
|  | 45.87% |

|  | 39.96% |

|  | 7.65% |

|  | 4.13% |

|  | 1.64% |

|  | 0.73% |

### 2002년 대한민국 재보궐선거
|  | 54.04% |

|  | 20.39% |

|  | 14.32% |

|  | 6.56% |

|  | 4.69% |

### 대한민국 제17대 국회의원 선거
|  | 42.49% |

|  | 37.44% |

|  | 11.38% |

|  | 7.47% |

|  | 1.20% |

### 대한민국 제18대 국회의원 선거
|  | 43.95% |

|  | 43.55% |

|  | 6.29% |

|  | 3.86% |

|  | 1.49% |

|  | 0.84% |

### 대한민국 제19대 국회의원 선거
|  | 52.68% |

|  | 36.08% |

|  | 4.35% |

|  | 3.62% |

|  | 1.48% |

|  | 1.04% |

|  | 0.72% |

### 대한민국 제20대 국회의원 선거
|  | 38.05% |

|  | 34.56% |

|  | 24.05% |

|  | 3.32% |

### 대한민국 제21대 국회의원 선거
|  | 49.63% |

|  | 35.47% |

|  | 14.07% |

|  | 0.81% |

### 대한민국 제22대 국회의원 선거
|  | 59.03% |

|  | 40.96% |